# St.-Wendelins-Kapelle (Schelklingen)

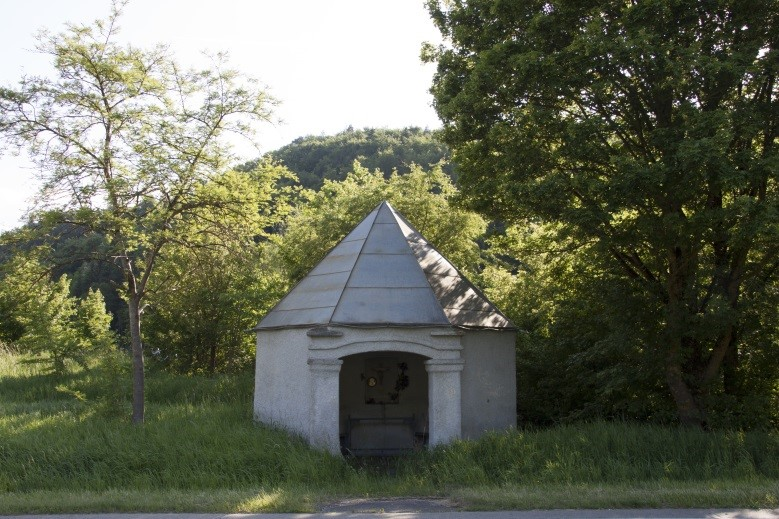
St.-Wendelins-Kapelle (2015)

Die St.-Wendelins-Kapelle ist eine Schutzkapelle für Landwirte an der Landstraße von Schelklingen nach Ringingen im Gewann „Enge“.

## Topographie
Die St.-Wendelins-Kapelle befindet sich hart südlich der Landesstraße 140 zwischen Schelklingen und Ringingen (Hausnummer Ringinger Straße 30). Die auf ihren Feldern arbeitenden Ackerleute sollten durch das Bauwerk gegen Regen, Blitz und Hagel geschützt werden, da es in diesem Flurbereich früher weit und breit keine Häuser gab.

## Baugeschichte
Die Kapelle wurde im Jahre 1848 erbaut. Das Ratsprotokoll von Schelklingen führt hierzu aus: „In der Nähe dieser Kapelle stand früher eine große Eiche, die namentlich zum Schutze der Arbeiter im Feld diente; und die, nachdem man sie weggehauen hat, sehr entbehrt wurde. Der letztere Umstand gab deshalb den weitern Anlaß zum Bauen dieser Kapelle. Die Materialien und Fuhrwerke wurden von mehreren Hiesigen unentgeltlich angeschafft, die Bauhandwerksleute verursachten einen Kosten von 45 fl 18 kr, und zwar: die Maurerarbeit 32 fl 31 kr, die Zimmerarbeit 12 fl 47 kr“, zusammen 45 fl 18 kr; durch freiwillige Beiträge wurden gedeckt 15 fl 19 kr. Die restlichen Kosten an die Bauhandwerksleute von 29 fl 59 kr wurden von der Stadtkasse übernommen.
Der oktogonale Grundriss der relativ großen Flurkapelle verdeutlicht die Funktion der Kapelle als Schutzhütte. Das große Portal zur Ringingerstraße hin ist mit beidseitigen Pilastern eingefasst, mit denen der das Portal überfangende Segmentbogen verkröpft ist. Das pyramidale Dach ist heute mit Zinkblech gedeckt und modern. In der Mitte des Eingangs stand ehemals ein Pfahl, welcher gegen Verunreinigungen der Kapelle durch das Vieh (damals noch Weidewirtschaft) gesetzt wurde. Die Statue des Heiligen Wendelin wurde mehrfach entwendet und 1971 durch ein Bild des Heiligen als Schäfer vor dem Hintergrund des mittelalterlichen Stadtbilds Schelklingens von Malermeister Fritz Aigner († 1986) ersetzt.
St. Wendelin gilt als Schutzpatron des Landvolks und Viehs. Wann die Kapelle ihren Namen St.-Wendelins-Kapelle bekam, ist unbekannt; 1850 (siehe Ratsprotokoll oben) führte sie diesen Namen offenbar noch nicht.

## Besitzer
Dadurch, dass die Baukosten für die St.-Wendelins-Kapelle in Höhe von 45 fl 18 kr, ohne die freiwilligen Beiträge im Betrag von 15 fl 19 kr, durch die Stadtkasse Schelklingen bezahlt wurden, ist die Eigentümerschaft der Stadtgemeinde Schelklingen anerkannt worden.

## Kulturdenkmal
Die St.-Wendelins-Kapelle wurde als Kulturdenkmal in die Liste der Kulturdenkmale der Stadt Schelklingen eingetragen.